# Laura del Sol
Laura Escofet Arce, conocida por su nombre artístico Laura del Sol (Barcelona, 27 de noviembre de 1961), es una actriz española. Estudió danza española en Bilbao, más tarde se trasladó a Madrid. Está casada con Antoine Perset con quien vive en París.

## Filmografía
Largometrajes
- 1983 : Carmen de Carlos Saura : Carmen
- 1984 : Las bicicletas son para el verano de Jaime Chavarri : Bailarina
- 1984 : La venganza de Stephen Frears : Maggie
- 1984 : Los zancos de Carlos Saura : Teresa
- 1985 : La Double Vie de Mattia Pascal (Le due vite di Mattia Pascal) de Mario Monicelli : Romilda Pescatore
- 1986 : El amor brujo de Carlos Saura : Lucía
- 1986 : Il camorrista de Giuseppe Tornatore : Rosaria
- 1986 : El viaje a ninguna parte de Fernando Fernán Gómez : Juanita Plaza
- 1987 : El gran Serafín de José María Ulloque : Blanchette
- 1988 : Daniya, jardín del harem de Carles Mira : Laila
- 1989 : Disamistade de Gianfranco Cabiddu
- 1990 : L'Aventure extraordinaire d'un papa peu ordinaire de Philippe Clair : Laura
- 1990 : Killing Dad ( or How to Love Your Mother) de Michael Austin : Luisa
- 1991 : Amelia Lópes O'Neill de Valeria Sarmiento : Amelia Lópes O'Neil
- 1991 : El rey pasmado de Imanol Uribe : Marfisa
- 1992 : La Nuit de l'océan de Antoine Perset : María
- 1993 : En tránsito (Tombés du ciel) de Philippe Lioret : Ángela
- 1994 : Santera de Solveig Hoogesteijn : Paula
- 1994 : Três Irmãos de Teresa Villaverde : Teresa
- 1994 : The Crew de Carl Colpaert : Camilla Márquez
- 1995 : À propos de Nice, la suite de Raoul Ruiz
- 1996 : Gran Slalom de Jaime Chávarri : Vicky
- 1997 : Il figlio di Bakunin de Gian Franco Cabiddu : Donna Margherita
- 1999 : Not registered : Rosa
- 1999 : Furia de Alexandre Aja : Olga
- 1999 : Tatiana, la muñeca rusa de Santiago San Miguel : Pat
- 1999 : Tôt ou tard de Anne-Marie Etienne : Consuelo
- 2002 : Sotto gli occhi di tutti de Nello Correale : Rosa

Telefilmes
- 1991 :  Per odio per amore de Nelo Risi
- 1992 : Les Noces de Lolita de Philippe Setbon
- 1997 : Laura de Bruno de Keyzer
- 2007 : Les Vacances de Clémence de Michel Andrieu

Series televisivas
- 1986 Vísperas TVE
- 1991 Il Ricatto 2 France 3
- 1999 Le boiteux France 3
- 2000 Le boiteux2 France 3
- 2001 Sami France 3
- 2002 Le Camarguais - ep. Le taureau par les cornes - ep. PADDY, real : Patrick Volson France 3
- 2003 Le Camarguais - ep. La rave, real : William Gotesman France 3
- 2003 Le Camarguais - ep. Direction assistée / Entre deux feux, real : Olivier Langlois France 3
- 2004 Le Camarguais - ep. Un Noël pas comme les autres (n.° 9), real : Olivier Langlois France 3
- 2004 Alex Santana, négociateur - ep. 6 Accident, real : René Manzor TF1
- 2004 Le Camarguais - ep. Un nouveau départ, real : Olivier Langlois France 3
- 2004 Le Camarguais - ep. Jean Jean, real : William Gotesman France 3
- 2007 L'hôpital - Saison 1, de Laurent Lévy TF1
- 2011 : RIS police scientifique - EP. 77 L'ombre de la muse, real Julien Zidi
- 2012 : RIS Police scientifique de Stéphane Kaminka : Eva Casas

Teatro
- 1992 La Peterena : Emilio Hernández
- 1997 Le mille e una notte : Mauricio Scaparro